# Napoleonaea egertonii
Napoleonaea egertonii là một loài thực vật linhin thuộc họ Lecythidaceae.
Loài này có ở Cameroon, Gabon, và Nigeria.
Môi trường sống tự nhiên của chúng là rừngs ẩm vùng đất thấp nhiệt đới hoặc cận nhiệt đới.
Chúng hiện đang bị đe dọa vì mất nơi sống.